# Aliminusa
Aliminusa – miejscowość i gmina we Włoszech, w regionie Sycylia, w prowincji Palermo.
Według danych na rok 2004 gminę zamieszkiwały 1334 osoby, 102,6 os./km².